# عكس الأولويات

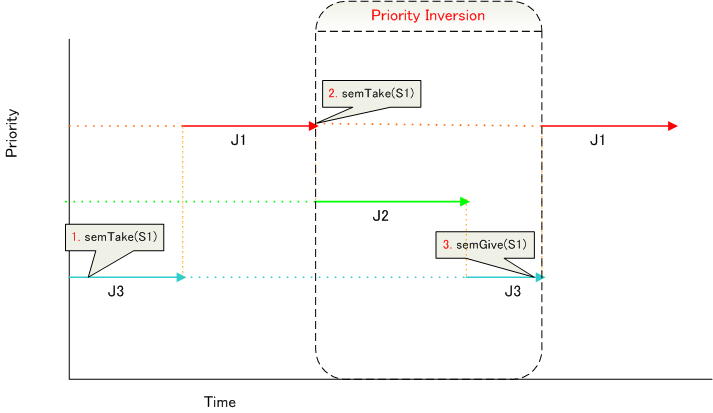
Figure of "Priority Inversion" Made by 日陰猫Joga

في علوم الحاسوب، يصف عكس الأولويات الموقف الذي ينشأ عندما تُعلَّق مهمة ذات أولوية عالية بطريقة غير مباشرة بواسطة مهمة ذات أولوية أقل، وهو ما يعني عكس الأولويات المحددة للمهمتين. هذا يخرق نموذج الأولويات الذي يفترض أن أي مهمة يمكن منع تشغيلها فقط عبر مهمة ذات أولوية أعلى. يقع عكس الأولويات عند التنازع على الموارد إذ تقطع مهمة متوسطة الأولوية مهمة أخرى أقل أهمية.
من الأمثلة الشهيرة في النظم المضمنة لوقوع عكس الأوليات ما حدث على الجوال المريخي باثفايندر في 1997.
من الحلول الممكنة لهذه المشكلة بروتوكول الأولوية السقف، والذي فيه تعطى الأولوية الأعلى بشكل مؤقت للمهمة التي تغلق عنصر استبعاد التشارك.